# Zacarias
Zacarias is een gemeente in de Braziliaanse deelstaat São Paulo. De gemeente telt 2.427 inwoners (schatting 2009).

## Aangrenzende gemeenten
De gemeente grenst aan Buritama, Glicério, José Bonifácio, Penápolis, Planalto en Turiúba.